# Listă de autostrăzi în Belgia

Autostrăzile din Belgia

Rețeaua de autostrăzi din Belgia este foarte dezvoltată și beneficiază de a doua cea mai mare densitate din Europa, Belgia fiind depășită doar de Țările de Jos. Lungimea totală a rețelei este de 1.763 de kilometri.
Iluminată aproape în totalitate până la 15 iulie 2011, rețeaua a fost considerată mult timp drept una dintre cele mai bine iluminate din lume, fiind percepută din străinătate ca o absurditate de neînțeles. Aceasta a contribuit semnificativ la fenomenul de poluare luminoasă, vizibil chiar și din spațiu prin intermediul sateliților, Belgia apărând pe hărțile de poluare luminoasă drept țara cu cea mai extinsă poluare luminoasă de pe aproape întreaga sa suprafață.
Începând cu anii 2010 și 2020, iluminatul este eliminat treptat pe majoritatea axelor rutiere, dar este menținut pe unele secțiuni urbane și periurbane, în special în apropierea aglomerărilor și a nodurilor rutiere. În aceste zone, sistemele vechi de iluminat sunt înlocuite treptat cu corpuri moderne echipate cu diode electroluminiscente (LED), mai eficiente energetic și dotate cu sisteme inteligente, cum ar fi reducerea intensității luminoase în anumite intervale nocturne, pentru a scădea și mai mult consumul de energie electrică.
Accesul la rețea este complet gratuit, deși cele trei regiuni au planificat introducerea unei taxe de utilizare începând cu anul 2013, printr-un sistem de vinietă, însă acest proiect a fost abandonat în iulie 2013. Spațiul dintre sensurile de circulație (numit în Belgia berme centrale) este adesea mai împădurit decât în alte țări europene. Viteza maximă este limitată la 120 km/h.
Prima autostradă a țării a fost finalizată în 1956 și făcea legătura între Bruxelles și Oostende, deși primele secțiuni ale acestei autostrăzi datează din 1940.
95% dintre autostrăzile belgiene sunt semnalizate cu numere europene, precum autostrada E40. Această rețea de autostrăzi face parte din rețelele rutiere europene.
Rețeaua belgiană este formată din radiale în formă de stea care pornesc din cele trei cele mai mari aglomerații urbane ale țării: Bruxelles, Anvers și Liège, completate de legături secundare.
Gestionarea infrastructurii rutiere și a autostrăzilor este o competență regională: astfel, autostrăzile sunt gestionate în sud de către Regiunea Valonă, iar în nord de către Regiunea Flamandă.
În ceea ce privește siguranța rutieră în Belgia:
- 60% dintre pasagerii decedați pe autostradă nu purtau centura de siguranță;
- 38% dintre accidente au fost cauzate de viteză;
- Aproximativ 1 accident din 3 (30%) are loc în apropierea unei bretele de acces, iar 5% dintre accidente se produc într-un nod rutier;
- 19% dintre șoferi erau opriți în momentul accidentului;
- 13% dintre accidente se produc în zone de lucrări.

## De la A1 la A12 (autostrăzi radiale)
Această secțiune a listei se referă la autostrăzile care pornesc din centura Bruxelles pentru a duce către alte orașe, în sens orar: spre nord, nord-est, est etc., fără a include autostrăzile A5, A6 și A9, care nu au fost niciodată construite. Proiectul inițial al autostrăzii nu a fost realizat, iar nomenclatura i-a fost reatribuită altui proiect în 1984.
- Această autostradă leagă orașele Bruxelles, Mechelen și Anvers, continuând până la frontiera cu Țările de Jos în direcția Breda.
- Are o lungime de 68 de kilometri și se află în întregime în Regiunea Flamandă.

- Această autostradă leagă orașele Leuven, Diest, Genk și Maasmechelen pentru a se termina la frontiera cu Țările de Jos în direcția Maastricht.
- Aceasta are o lungime de 86 de kilometri.
- Aceasta se află exclusiv în Regiunea Flamandă.

 

Autostrada Regele Baudouin, La Hesbignonne
- Această autostradă leagă orașele Bruxelles, Leuven, Liège și Eupen pentru a se termina la frontiera cu Germania, în direcția Aachen și Köln.
- Aceasta are o lungime de 134 de kilometri.
- Aceasta se află atât în Regiunea Capitalei Bruxelles, cât și în Regiunea Flamandă și în Regiunea Valonă.

  

Autostrada Ardenilor, Autostrada Soarelui
- Această autostradă leagă orașele Bruxelles, Wavre, Namur, Neufchâteau și Arlon pentru a se termina la frontiera cu Luxemburg, în direcția capitalei Luxemburg.
- Aceasta are o lungime de 188 de kilometri.
- Aceasta se află atât în Regiunea Capitalei Bruxelles, cât și în Regiunea Flamandă și în Regiunea Valonă.

- Această autostradă leagă orașele Braine-le-Château, Nivelles și Mons pentru a se termina la frontiera cu Franța, în direcția Valenciennes.
- Aceasta are o lungime de 78 de kilometri.
- Aceasta se află atât în Regiunea Capitalei Bruxelles, cât și în Regiunea Flamandă și în Regiunea Valonă.

  

La Hennuyère
- Această autostradă leagă orașele Halle, Ath și Tournai pentru a se termina la frontiera cu Franța, în direcția Lille.
- Aceasta are o lungime de 70 de kilometri.
- Aceasta se află atât în Regiunea Flamandă, cât și în Regiunea Valonă.

 

Autostrada Mării
- Această autostradă leagă orașele Bruxelles, Aalst, Gent și Bruges pentru a se termina la Oostende.
- Aceasta are o lungime de 104 kilometri.
- Aceasta se află atât în Regiunea Capitalei Bruxelles, cât și în Regiunea Flamandă.

Această autostradă leagă orașele Bruxelles, Boom și Anvers pentru a se termina la frontiera cu Țările de Jos, în direcția Bergen op Zoom.
Aceasta are o lungime de 59 de kilometri.
Aceasta se află atât în Regiunea Capitalei Bruxelles, cât și în Regiunea Flamandă.

## De la A11 la A54 (autostrăzi secundare)
Această parte a listei se referă la autostrăzile care servesc drept legături fie între două orașe importante (de exemplu A13 E313), fie între două autostrăzi (de exemplu A26 E25).
 

Această autostradă leagă orașele Anvers și Zelzate pe tronsonul estic, fiind prelungită de drumul N49 către Knokke-Heist. Tronsonul vestic leagă orașele Bruges și Westkapelle.
Aceasta are o lungime de 43 de kilometri (tronson estic) și 12 kilometri (tronson vestic).
Aceasta se află exclusiv în Regiunea Flamandă.
- Această autostradă leagă orașele Anvers și Hasselt pentru a se termina la Liège.
- Aceasta are o lungime de 112 kilometri.
- Aceasta se află atât în Regiunea Flamandă, cât și în Regiunea Valonă.

- Această autostradă leagă orașele Anvers, Sint-Niklaas, Gent și Kortrijk pentru a se termina la frontiera cu Franța, în direcția Lille.
- Aceasta are o lungime de 101 kilometri.
- Aceasta se află exclusiv în Regiunea Flamandă.

 

Autostrada Valoniei
- Această autostradă leagă orașele La Louvière, Charleroi și Namur pentru a se termina la Liège.
- Aceasta face parte din Autostrada Valoniei.
- Aceasta are o lungime de 103 kilometri.
- Aceasta se află exclusiv în Regiunea Valonă.

 

Autostrada Valoniei
- Această autostradă leagă orașul Mons de Tournai.
- Aceasta face parte din Autostrada Valoniei.
- Aceasta are o lungime de 32 de kilometri.
- Aceasta se află exclusiv în Regiunea Valonă.

- Această autostradă leagă orașele Bruges și Kortrijk pentru a se termina la Tournai.
- Aceasta are o lungime de 62 de kilometri.
- Aceasta se află atât în Regiunea Flamandă, cât și în Regiunea Valonă.

- Această autostradă leagă orașele Bruges, Veurne și De Panne pentru a se termina la frontiera cu Franța, în direcția Dunkerque.
- Aceasta are o lungime de 44 de kilometri.
- Aceasta se află exclusiv în Regiunea Flamandă.

- Această autostradă leagă orașul Kortrijk de Ypres.
- Aceasta are o lungime de 25 de kilometri.
- Aceasta se află exclusiv în Regiunea Flamandă.

- Această autostradă leagă orașele Anvers și Turnhout pentru a se termina la frontiera cu Țările de Jos, în direcția Eindhoven.
- Aceasta are o lungime de 45 de kilometri.
- Aceasta se află exclusiv în Regiunea Flamandă.

- Această autostradă leagă orașele Liège și Visé pentru a se termina la frontiera cu Țările de Jos, în direcția Maastricht.
- Aceasta are o lungime de 22 de kilometri.
- Aceasta se află atât în Regiunea Valonă, cât și în Regiunea Flamandă.

 

Autostrada Soarelui
- Această autostradă leagă orașele Liège și Bastogne pentru a se termina la nodul rutier de la Neufchâteau, în direcția autostrăzii A4 (E411).
- Aceasta are o lungime de 102 kilometri.
- Aceasta se află exclusiv în Regiunea Valonă.
- Este cea mai înaltă autostradă din Belgia, atingând aproximativ 650 m altitudine în dreptul zonei Baraque de Fraiture (652 m).

- Această autostradă leagă orașele Battice, Verviers, Malmedy și Sankt Vith pentru a se termina la frontiera cu Germania, în direcția Trier.
- Aceasta are o lungime de 60 de kilometri.
- Aceasta se află exclusiv în Regiunea Valonă.

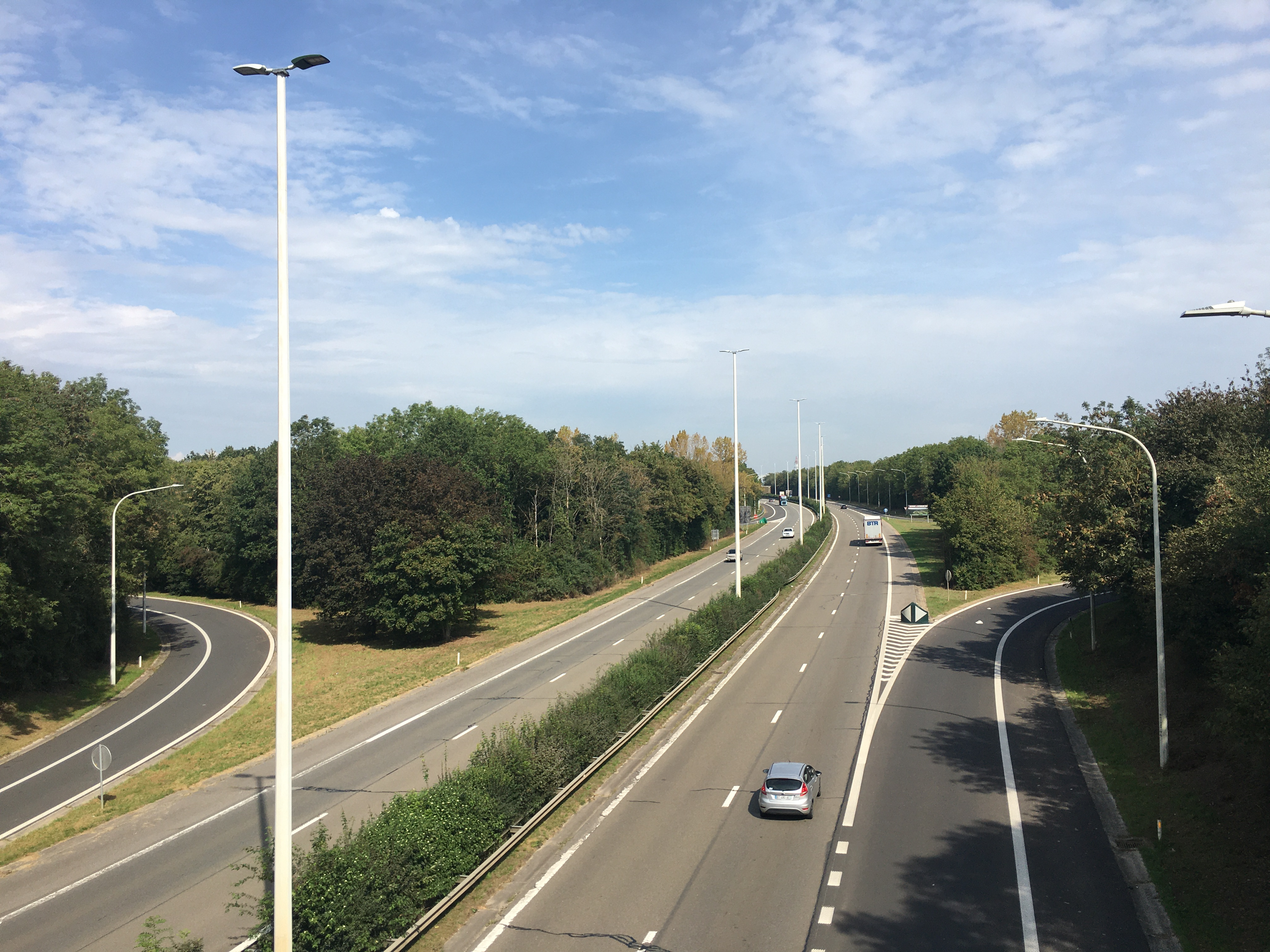
A28 (E411) – autostradă neterminată, situată în extremul sud al provinciei Luxemburg

- Această autostradă neterminată face parte din tronsonul E411 și ar trebui, în forma sa completă, să lege autostrada A4 în apropiere de Arlon de frontiera franceză, în direcția Metz.
- În prezent, doar 4 kilometri sunt construiți, în jurul orașelor Aubange și Athus.
- Aceasta se află exclusiv în Regiunea Valonă.

 

La Carolorégienne
- Această autostradă leagă orașul Nivelles de Charleroi.
- Aceasta are o lungime de 21 de kilometri.
- Aceasta se află exclusiv în Regiunea Valonă.

## De la A112 la A604 (autostrăzi locale)

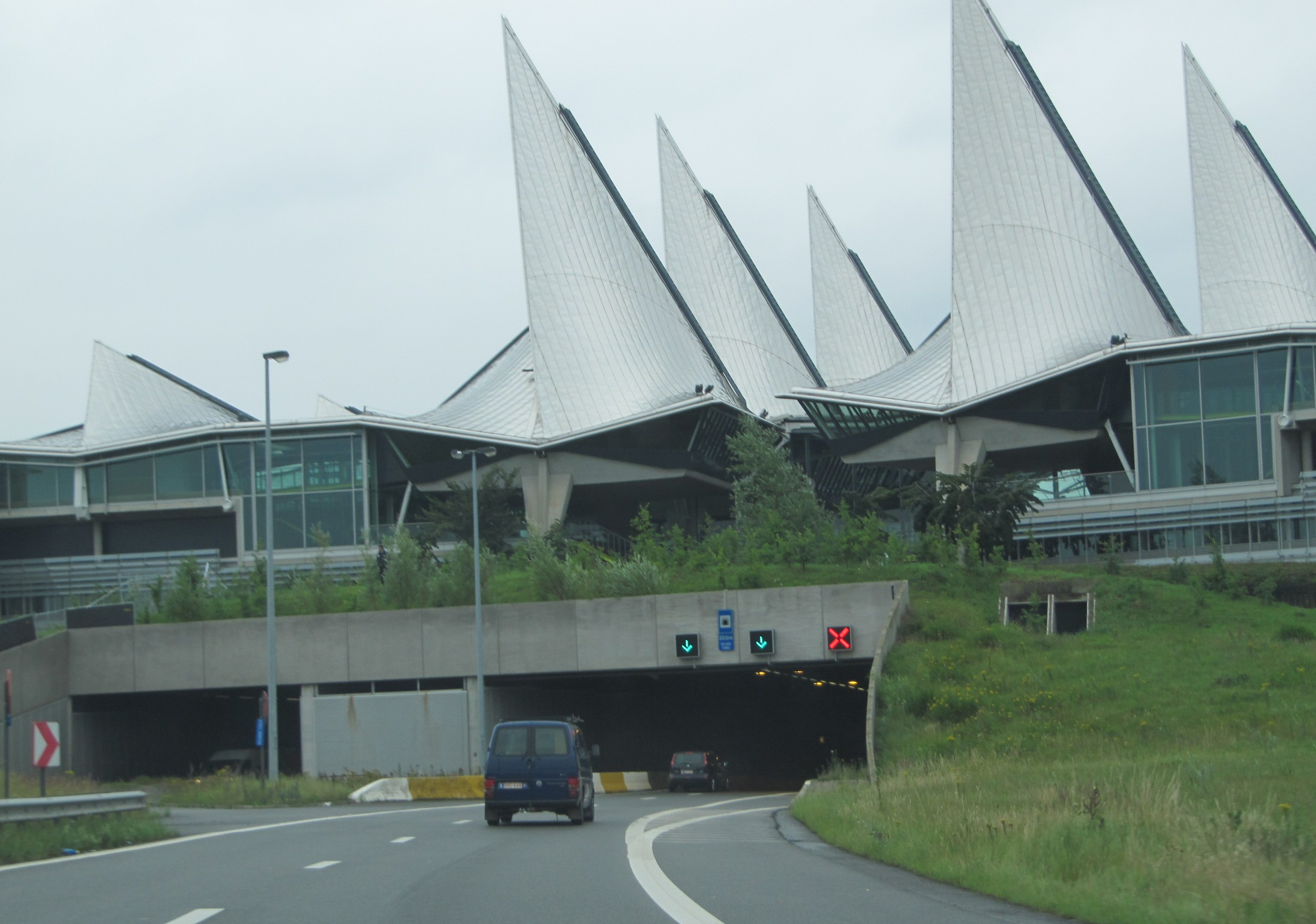
A112 Înainte de tunelul Bolivar din Anvers

La fel ca în cazul rețelelor rutiere naționale de rang 3 și 4, numerotarea autostrăzilor locale permite identificarea provinciei în care acestea sunt situate. Astfel, prima cifră corespunde unui indicativ provincial (de la 1 la 9, conform celor nouă foste provincii, în ordine alfabetică în limba franceză):
- 1: Provincia Anvers
- 2: Provincia Brabant
- 3: Provincia Flandra Occidentală
- 4: Provincia Flandra Orientală
- 5: Provincia Hainaut
- 6: Provincia Liège
- 7: Provincia Limburg
- 8: Provincia Luxemburg
- 9: Provincia Namur

- Această autostradă leagă orașul Wilrijk de autostrada A12.
- Aceasta are o lungime de 2,7 kilometri.
- Aceasta se află exclusiv în Regiunea Flamandă.

- Această autostradă leagă autostrada Mons (A7) de polul industrial din La Louvière.
- Aceasta are o lungime de 6 kilometri.
- Aceasta se află exclusiv în Regiunea Valonă.

- Această autostradă leagă centrul orașului Charleroi de centura sa exterioară.
- Aceasta are o lungime de 2,7 kilometri.
- Aceasta se află exclusiv în Regiunea Valonă.

- Această autostradă leagă autostrada A3 de autostrada A26, trecând prin Liège (prin tunelul Cointe).
- Aceasta are o lungime de 11,3 kilometri.
- Aceasta se află exclusiv în Regiunea Valonă.

- Această autostradă leagă autostrada Valoniei (A15) de polul industrial din Seraing.
- Aceasta are o lungime de 4 kilometri.
- Aceasta se află exclusiv în Regiunea Valonă.